# Sèvres – Babylone metróállomás
A Sèvres – Babylone egy metróállomás Franciaországban, Párizsban a párizsi metró 10-es és 12-es metróvonalán. Tulajdonosa és üzemeltetője a RATP.

## Metróvonalak
Az állomást az alábbi metróvonalak érintik:
- 10-es metróvonal
- 12-es metróvonal

## Kapcsolódó állomások
A metróállomáshoz az alábbi állomások vannak a legközelebb:
- Vaneau (Boulogne – Pont de Saint-Cloud, 10-es metróvonal)
- Mabillon (Gare d’Austerlitz, 10-es metróvonal)
- Rue du Bac (Mairie d’Aubervilliers, 12-es metróvonal)
- Rennes (Mairie d’Issy, 12-es metróvonal)